# Sugiyama Naojirō
Sugiyama Naojirō (japanisch 杉山直治郎; geboren 29. Januar 1878 in Tokio; gestorben 15. Februar 1966 in Itō, Präfektur Shizuoka) war ein japanischer Jurist, Begründer der vergleichenden Studien in Japan.

## Leben und Wirken
Sugiyama Naojirō machte 1903 seinen Studienabschluss an der Juristischen Fakultät der Universität Tokio. Nach Studienaufenthalten ab 1905 in Frankreich, der Schweiz und in Deutschland lehrte er von 1908 bis 1913 an der Höheren Schule „Nagasaki kōtō shōgyō gakkō“ (長嶝高等商業学校), der Vorläufereinrichtung der heutigen Universität Nagasaki. 1916 wurde Sugiyama zum ersten Professor in Japan, der französisches Recht an der Universität Tokio lehrte. 1939 wurde er Mitglied der – damals kaiserlichen – Akademie der Wissenschaften.
Nach dem Zweiten Weltkrieg wurde Sugiyama Direktor des „Japanischen Instituts für Vergleichendes Recht“ (日本比較法研究所, Nihon hikaku–hō kenkyūjo) an der Chūō-Universität.
Sugiyama wurde beeinflusst von den französischen Juristen Raymond Saleilles (1855–1912), François Gény (1861–1959), Henri Capitant (1865–1937) und anderen. Er bestand darauf, dass vor der Übernahme ausländischer Rechtssysteme Japan die historischen Grundlagen der jeweiligen Gesetze prüfen müsse. Sein wichtigstes Werk lautet „Hōgen to kaishaku“ (法源と解釈) – „Rechtsquellen und Auslegung“.